# 1965 en sport
Cet article présente les faits marquants de l'année 1965 en sport.

## Automobile
- Jim Clark remporte le championnat du monde de Formule 1 au volant d'une Lotus 33-Climax.

## Baseball
- Les Houston Colt 45's se renomment les Astros de Houston.
- Les Dodgers de Los Angeles remportent les World Series face aux Twins du Minnesota.
- Finale du championnat de France : Paris UC vainqueur.

## Basket-ball
- Les Celtics de Boston sont champion NBA en battant en finales les Lakers de Los Angeles 4 manches à 1.
- AS Denain Voltaire est champion de France.
- ASVEL est le vainqueur de la coupe de France.

## Cyclisme
- Le jeune et brillant Italien Felice Gimondi emporte le tour de France à sa première participation.
- Jacques Anquetil enchaîne le critérium du Dauphiné libéré et Bordeaux-Paris et les gagne, il est le seul coureur à avoir réalisé cet exploit, le Dauphiné s'achevant le jour même où démarre Bordeau-Paris. Il emporte également son quatrième Critérium des As
- Raymond Poulidor termine deuxième du Tour de France et de la Vuelta.
- Tom Simpson est champion du Monde sur route.

## Football
- Au Brésil, la « délibération numéro 7 » établit la liste des sports interdits aux femmes en application du Décret-loi 3199. Y figurent, outre le football, le football en salle, le beach soccer, le water-polo, le polo, le rugby, l'haltérophilie, le baseball, et tous les sports de combat[1].
- Le FC Nantes remporte le championnat de France de football.
- Le Stade rennais remporte la Coupe de France pour la toute première fois de son histoire.
- Le 19 avril, le FC Sion remporte la Coupe de Suisse, la première d'une longue série.

## Football américain
- 26 décembre : Bills de Buffalo champion de l'AFL. Article détaillé : Saison AFL 1965.

## Hockey sur glace
- Les Canadiens de Montréal remportent la Coupe Stanley 1965.
- Coupe Magnus : Chamonix est sacré champion de France.
- L’URSS remporte le championnat du monde.
- SC Berne est champion de Suisse.

## Rugby à XIII
- 9 mai : à Perpignan, Marseille remporte la Coupe de France face à Carcassonne 13-8.
- 16 mai : à Toulouse, le Toulouse olympique XIII remporte le Championnat de France face à Villeneuve-sur-Lot 47-15.

## Rugby à XV
- Le pays de Galles remporte le Tournoi des Cinq Nations, mais est battu par la France à Colombes.
- Le SU Agen est champion de France.
- L'Union sportive cognaçaise remporte le Challenge Yves du Manoir.

## Naissances

### Janvier
- 3 janvier : Ricardo Prado, nageur brésilien.
- 4 janvier : Guy Forget, joueur de tennis français.
- 26 janvier : Natalia Yurchenko, gymnaste soviétique, championne du Monde en 1983, qui a inventé le saut portant son nom.
- 27 janvier : Khristo Markov, athlète bulgare, champion olympique du triple saut aux jeux de Séoul en 1988, champion du monde en 1987 à Rome.
- 29 janvier : Dominik Hašek, hockeyeur tchèque.

### Février
- 3 février : Marjo Matikainen, skieuse de fond finlandaise.
- 26 février : Krzysztof Walencik, lutteur polonais.

### Mars
- 8 mars : Thierry Jacob, boxeur français.
- 21 mars : Steffen Krauß, footballeur allemand. († 9 avril 2008).

### Avril
- 25 mars :
  - Stefka Kostadinova, athlète bulgare.
  - Avery Johnson, dit « le petit général », joueur puis entraîneur américain de basket-ball.
- 5 avril : Fabrice Bénichou, boxeur français.
- 6 avril : Rica Reinisch, nageuse allemande.

### Mai
- 7 mai : Owen Hart, catcheur canadien († 23 mai 1999).
- 9 mai : Steve Yzerman, hockeyeur canadien.
- 15 mai : Raí, footballeur brésilien.
- 27 mai : Pat Cash, joueur de tennis australien.
- 28 mai : Stein Rønning, karatéka norvégien, champion du monde en moins de 60 kilos (1990). († 23 janvier 2008).
- 29 mai : Emilio Sánchez, joueur de tennis espagnol.

### Juin
- 4 juin : Michael Doohan, pilote moto australien.

### Juillet
- 2 juillet : Juan José Fuentes, un boxeur français.
- 16 juillet : Michel Desjoyeaux, skipper (voile) français.
- 28 juillet : Vincent Moscato, animateur radio, comédien, humoriste, ancien rugby français.

### Août
- 6 août :
  - David Robinson, basketteur américain.
  - Luc Alphand, skieur alpin puis pilote automobile (Rallye-raid) français.
  - Stéphane Peterhansel, pilote moto, puis pilote automobile (Rallye-raid) français.

### Septembre
- 2 septembre : Lennox Lewis, boxeur britannique.
- 5 septembre : David Brabham, pilote automobile australien de Formule 1 ayant disputé 24 Grands Prix entre 1990 et 1994.
- 19 septembre : Gilles Panizzi, pilote automobile (rallye) français.
- 22 septembre : Søren Lilholt, coureur cycliste danois.
- 23 septembre : Joël Jeannot, athlète handisport français.
- 25 septembre :
  - Scottie Pippen, basketteur américain.
  - Rafael Martín Vázquez, footballeur espagnol.
- 29 septembre : Andrea Zorzi, joueur de volley-ball, italien totalisant 325 sélections en équipe nationale d'Italie.

### Octobre
- 1er octobre : Andreas Keller, joueur allemand de hockey sur gazon, champion olympique aux Jeux de Barcelone en 1992, médaille d'argent en 1984 et 1988.
- 3 octobre : Jan-Ove Waldner, pongiste suédois.
- 5 octobre : Mario Lemieux, hockeyeur canadien.
- 5 octobre : Patrick Roy, hockeyeur canadien.
- 7 octobre :  Marco Apicella, pilote italien.
- 8 octobre : Matt Biondi, nageur américain.
- 25 octobre : Dominique Herr, joueur de football suisse.
- 28 octobre : Franck Sauzée, footballeur français.

### Novembre
- 10 novembre : Eddie Irvine, pilote automobile irlandais.
- 15 novembre : Stefan Pfeiffer, nageur allemand, spécialiste des 400 et 1 500 m nage libre.
- 19 novembre : Laurent Blanc, footballeur français.
- 22 novembre  : Vincent Guérin, footballeur français.
- 24 novembre : Rui Barros, footballeur portugais.

### Décembre
- 3 décembre : Katarina Witt, patineuse artistique allemande, 6 fois championne d'Europe, 4 fois championne du monde et 2 fois championne olympique.
- 4 décembre : Rob Harmeling, coureur cycliste néerlandais.
- 23 décembre : Andreas Kappes, coureur cycliste allemand.

## Décès
- 19 mars : Pierre Chayriguès, 72 ans, footballeur français. (° 1892).
- 16 avril : Félix Sellier, 72 ans, coureur cycliste belge. (° 1893).
- 1er juin : Curly Lambeau, 67 ans, joueur puis entraîneur américain de foot U.S.. (° 1898).
- 1er juillet : Pietro Bianchi, 76 ans, gymnaste italien, champion olympique par équipes aux Jeux de Stockholm en 1912. (° 1889).
- 11 août : Bill Woodfull, 67 ans, joueur de cricket australien, comptant 35 sélections en test cricket de 1926 à 1934. (° 1897).
- 21 août : Odile Defraye, 77 ans, coureur cycliste belge, vainqueur du Tour de France 1912. (° 1888).
- 29 octobre : Bill McKechnie (William Boyd McKechnie), 79 ans, joueur de baseball américain. (° 1886).
- 10 novembre : Aldo Nadi, 66 ans, escrimeur italien. (° 1899).
- novembre : Joseph Rockwell Swan, sportif (joueur de football et entraîneur) puis banquier d'affaires américain. (° 1878).